# 85196 Halle
85196 Halle este o planetă minoră (asteroid) din centura de asteroizi. A fost descoperită pe 4 octombrie 1991 la Tautenburg de Freimut Börngen. 
Obiectul prezintă o orbită caracterizată de o semiaxă mare de 2,6625899789451 UAi, o excentricitate de 0,24, o înclinație de 12,24744596423 ° în raport cu ecliptica.